# Cerkiew Wniebowstąpienia Pańskiego w Hawłowicach
Cerkiew Wniebowstąpienia Pańskiego w Hawłowicach – cerkiew greckokatolicka, powstała około 1683.
Cerkiew po 1947 użytkowana jako rzymskokatolicki kościół filialny Świętych Apostołów Piotra i Pawła parafii w Pruchniku.
Obiekt wpisany w 1986 do rejestru zabytków.

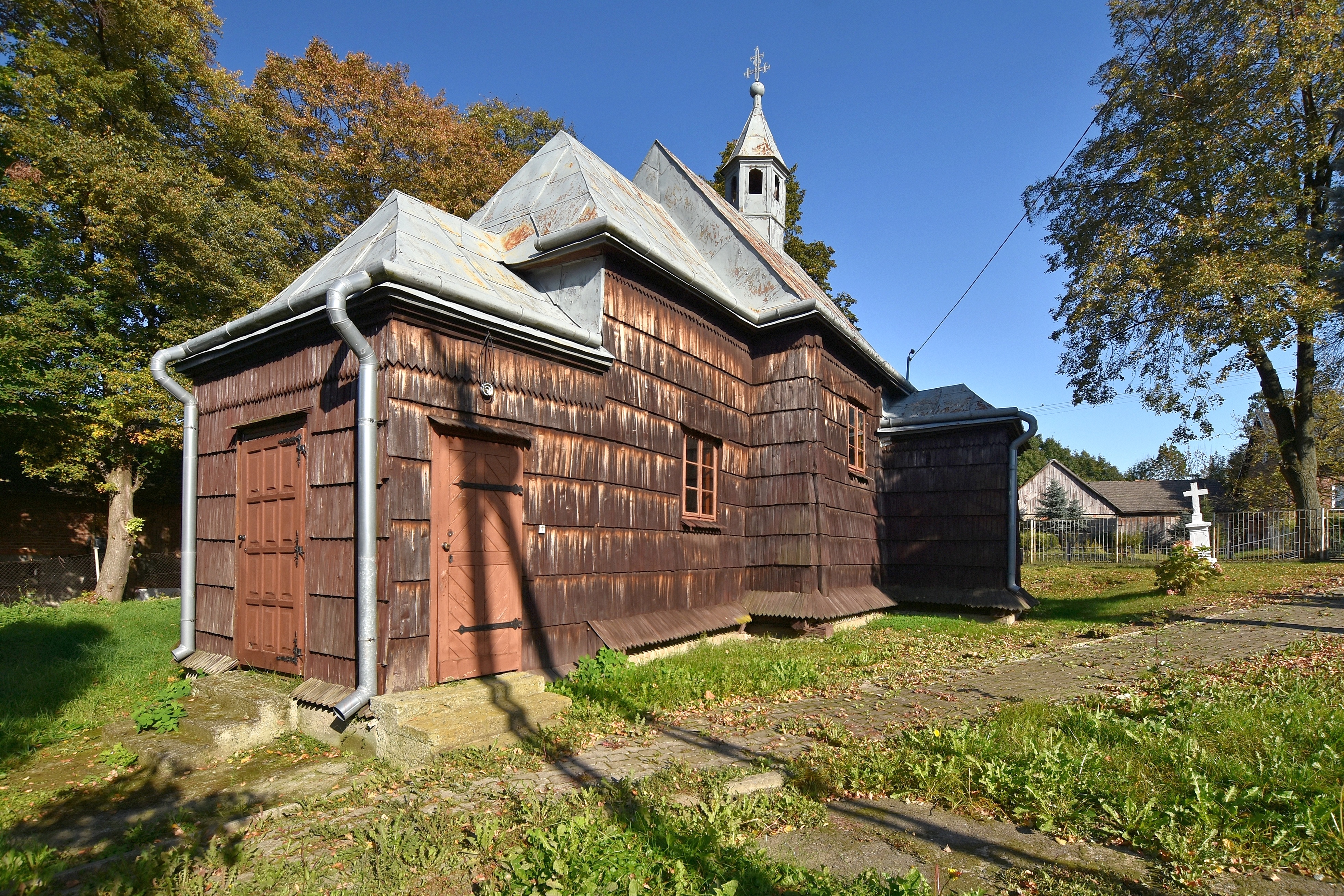
Elewacja frontowa
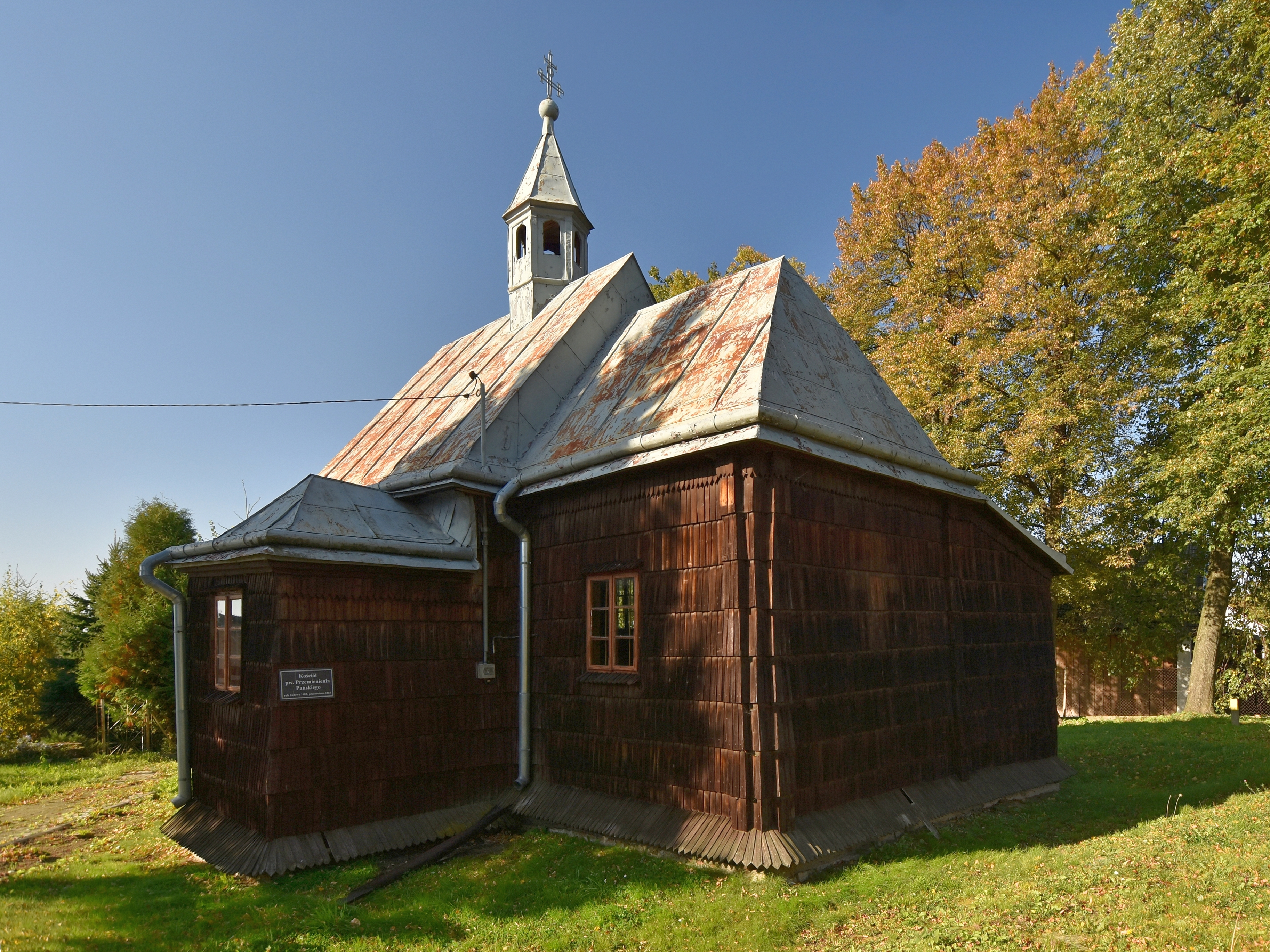
Widok od strony prezbiterium
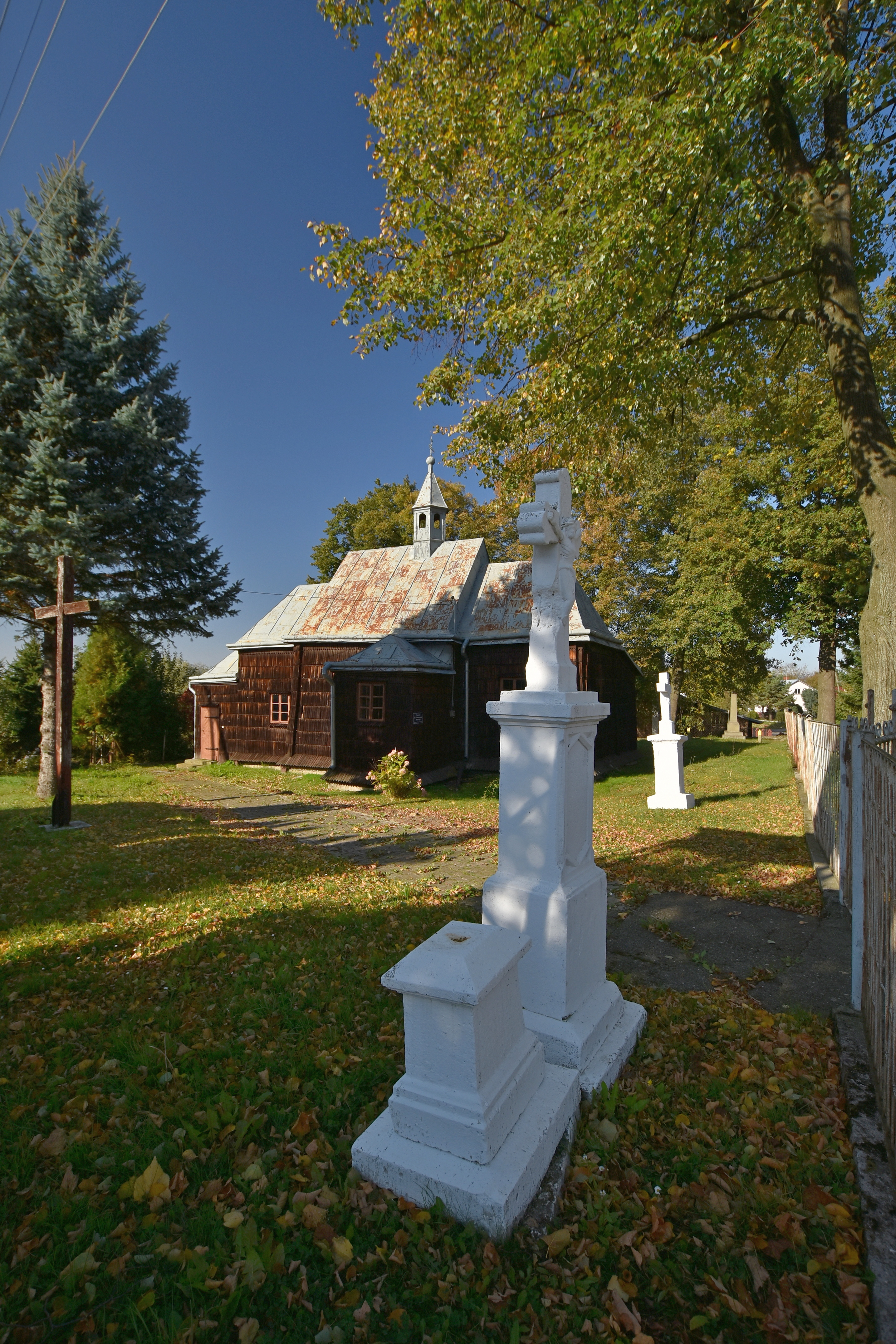
Widok ogólny